# جک فوستر (بازیکن فوتبال، زاده ۱۸۷۷)
جک فوستر (انگلیسی: Jack Foster; ۱۹ نوامبر ۱۸۷۷ – ۵ فوریهٔ ۱۹۴۶) بازیکن فوتبال اهل بریتانیا بود.
از باشگاه‌هایی که در آن بازی کرده‌است می‌توان به باشگاه فوتبال ساوت‌همپتون، باشگاه فوتبال بلکپول، باشگاه فوتبال وستهام یونایتد، باشگاه فوتبال هادرزفیلد تاون، باشگاه فوتبال واتفورد، و باشگاه فوتبال ساندرلند اشاره کرد.